# The King (2019)
The King ist ein US-amerikanisches Historiendrama von David Michôd, das am 2. September 2019 im Rahmen der Filmfestspiele von Venedig seine Weltpremiere feierte und am 1. November 2019 von Netflix veröffentlicht wurde. In der Titelrolle verkörpert Timothée Chalamet den englischen König Heinrich V.

## Handlung
Der Film soll von Elementen aus den Stücken Heinrich IV. und Heinrich V. von William Shakespeare inspiriert sein und einen jungen, in Ungnade gefallenen Prinzen in das Zentrum des Geschehens rücken, der erst noch lernen muss, was es bedeutet, ein König zu sein, und der auf seinem Weg von seinem treuen Freund Falstaff begleitet wird.

## Produktion

### Literarische Vorlage und Stab
Mit The King sollen gleich drei Klassiker von William Shakespeare adaptiert werden. So soll der Film von Elementen aus den Stücken Heinrich IV., dessen zweiten Teil und von Heinrich V. inspiriert sein. Der Schwerpunkt liegt dabei auf dem 1599 geschriebenen finalen Teil von Shakespeares „Lancaster“-Reihe. Im Mittelpunkt steht der eigentlich in Ungnade gefallene Prinz Heinrich, der in einer turbulenten Zeit die englische Krone erbt, während zwischen England und Frankreich ein heftiger Krieg tobt und niemand glaubt, dass er der richtige Mann sein könnte, der für Frieden sorgen kann. Hierbei soll der Film zwar die Handlungsstränge und Figuren aus Shakespeares Stücken verwenden, sich jedoch sprachlich von diesen frei machen und eine verständliche Umgangssprache verwenden.
Regie führte David Michôd, der gemeinsam mit Joel Edgerton, der auch als Falstaff vor der Kamera stand, das Drehbuch zum Film schrieb. Edgerton, der seit Bright beste Verbindungen zu Netflix hat, brachte das Projekt zu dem Streamingdienst. Zudem hat er den Film auch produziert. Edgerton verglich The King mit Game of Thrones und sagte, er wolle einen zeitgenössischen Film mit zeitgenössischen Dialogen.

### Besetzung und Dreharbeiten
Timothée Chalamet besteigt im Film als Heinrich V. den englischen Thron. Diese Figur wird im Film auch Prince Hal genannt, und dies ist auch Chalamets Zweitname. Edgerton spielt seinen Berater Falstaff. Robert Pattinson ist in der Rolle des französischen Prinzen und Thronfolgers Louis zu sehen. Ben Mendelsohn übernahm die Rolle von Chalamets Vorgänger und dessen Vater, König Heinrich IV. Lily-Rose Depp verkörpert die französische Prinzessin Catherine. Die neuseeländische Nachwuchsschauspielerin Thomasin McKenzie ist in der Rolle von Philippa zu sehen, der jüngeren Schwester von Heinrich V.
Die Dreharbeiten begannen am 1. Juni 2018 und fanden unter anderem in der Lincoln Cathedral in Lincolnshire, England statt. Kameramann war Adam Arkapaw, Szenenbildnerin Fiona Crombie. Die Kostüme stammen von Jane Petrie.

### Filmmusik und Veröffentlichung

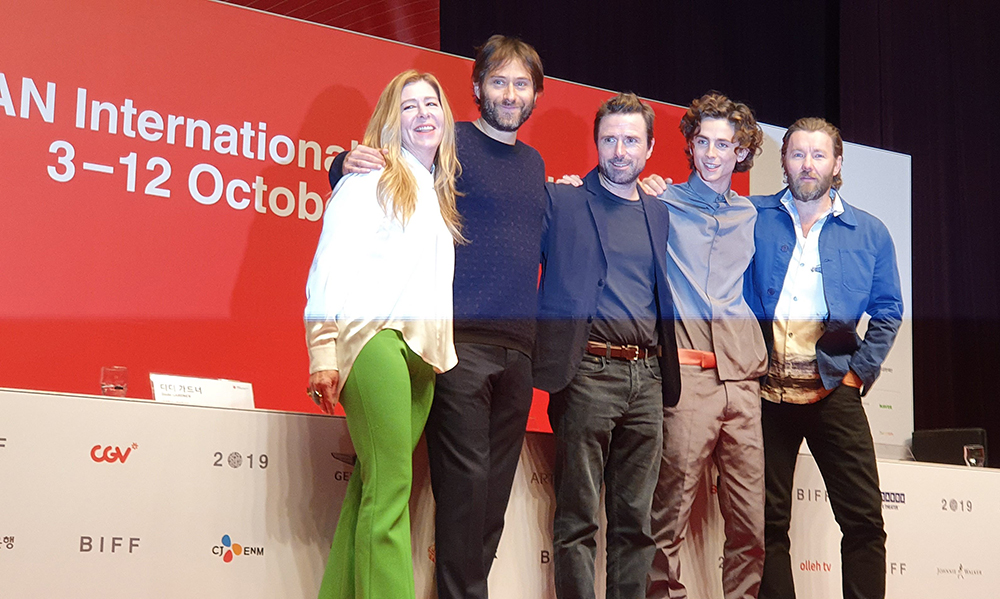
Stab und Besetzung von The King auf dem Busan International Film Festival. Von links nach rechts: Dede Gardner, Jeremy Kleiner, David Michôd, Timothée Chalamet, Joel Edgerton

Die Filmmusik komponierte Nicholas Britell. Der Soundtrack, der insgesamt 15 Musikstücke umfasst, wurde am 1. November 2019 von Lakeshore Records als Download veröffentlicht.
Ende August 2019 stellte Netflix den ersten Trailer vor. Am 2. September 2019 wurde The King bei den Filmfestspielen von Venedig im Wettbewerb außer Konkurrenz gezeigt. Anfang Oktober 2019 wurde er auf dem London Film Festival, dem Mill Valley Film Festival in den USA und dem Busan International Film Festival in Südkorea vorgestellt. Laut den Social-Media-Accounts von Netflix (Netflix Film) wird The King ab 11. Oktober 2019 in ausgewählten US-amerikanischen Kinos und ab 17. Oktober 2019 in ausgewählten deutschen Kinos gezeigt. Ab dem 1. November 2019 soll er auf Netflix zugänglich sein.

## Synchronisation
Die deutsche Synchronisation entstand nach einem Dialogbuch von Michael Grimm, unter der Dialogregie von Rainer Raschewski im Auftrag der RRP Media UG GmbH in Berlin.
| Rolle                          | Darsteller           | Synchronsprecher      |
| ------------------------------ | -------------------- | --------------------- |
| König Heinrich V., „Hal“       | Timothée Chalamet    | Marco Eßer            |
| Sir John Falstaff              | Joel Edgerton        | Oliver Siebeck        |
| William Gascoigne              | Sean Harris          | Frank Ciazynski       |
| Prinzessin Catherine de Valois | Lily-Rose Depp       | Victoria Frenz        |
| Dauphin Louis                  | Robert Pattinson     | Johannes Raspe        |
| König Heinrich IV.             | Ben Mendelsohn       | Oliver Stritzel       |
| Henry „Hotspur“ Percy          | Tom Glynn-Carney     | Henning Nöhren        |
| Philippa von England           | Thomasin McKenzie    | Daniela Reidies       |
| Thomas of Lancaster            | Dean-Charles Chapman | Sebastian Fitzner     |
| Cambridge                      | Edward Ashley        | Christoph Banken      |
| Hooper                         | Tara Fitzgerald      | Heide Domanowski      |
| Erzbischof von Canterbury      | Andrew Havill        | Pierre Peters-Arnolds |

## Rezeption

### Altersfreigabe und Kritiken
In Deutschland wurde der Film von der FSK ab 16 Jahren freigegeben. In der Freigabebegründung heißt es, der Film sei zu Beginn dialogorientiert inszeniert, enthalte im weiteren Verlauf jedoch einige intensive und teils drastische Kriegs- und Gewaltszenen. Die Gewalt werde jedoch in keiner Weise verherrlicht, sondern veranschauliche vor allem die Grausamkeit von Krieg und Tyrannei. Jugendliche ab 16 Jahren seien in der Lage, diese Antikriegs-Botschaft zu verstehen und die Gewaltszenen entsprechend einzuordnen.
Der Film konnte bislang 71 Prozent aller Kritiker bei Rotten Tomatoes überzeugen.

### Auszeichnungen
Bei der Oscarverleihung 2020 befand sich der Film in einer Shortlist in der Kategorie Beste Filmmusik. Im Folgenden eine Auswahl weiterer Auszeichnungen und Nominierungen.
AACTA International Awards 2020
- Nominierung als Bester Film[19]

AACTA Awards 2019
- Nominierung als Bester Film (Brad Pitt, Dede Gardner, Jeremy Kleiner, Liz Watts, David Michôd und Joel Edgerton)
- Nominierung für die Beste Regie (David Michôd)
- Nominierung für das Beste Drehbuch (David Michôd und Joel Edgerton)
- Nominierung als Bester Hauptdarsteller (Timothée Chalamet)
- Auszeichnung als Bester Nebendarsteller (Joel Edgerton)
- Nominierung als Bester Nebendarsteller (Ben Mendelsohn)
- Auszeichnung für die Beste Kamera (Adam Arkapaw)
- Nominierung für den Besten Filmschnitt (Peter Sciberras)
- Nominierung für den Besten Sound (Robert Mackenzie, Sam Petty, Gareth John, Leah Katz, Mario Vaccaro und Tara Webb)
- Auszeichnung für das Beste Szenenbild (Fiona Crombie und Alice Felton)
- Auszeichnung für die Besten Kostüme (Jane Petrie)
- Nominierung für das Beste Hair and Makeup (Alessandro Bertolazzi)
- Nominierung für das Beste Casting (Des Hamilton und Francine Maisler)[20][21]

Hollywood Music in Media Awards 2019
- Nominierung für die Beste Filmmusik – Spielfilm (Nicholas Britell)[22]